# Helden von morgen
Helden von morgen ist eine Castingshow, die erstmals vom 24. September 2010 bis 28. Jänner 2011 vom ORF ausgestrahlt wurde.

## Konzept
In der Show haben zuvor in öffentlichen Castings ausgewählte Kandidaten die Möglichkeit, ihr Gesangstalent zu beweisen. Für den Sieger gibt es ein Preisgeld von 100.000 Euro.
Jede Woche übernehmen zwei Popstars das Training der Kandidaten. Das Publikum entscheidet per Televoting, welche der Teilnehmenden in die nächste Runde aufsteigen. Bei den beiden Kandidaten mit den wenigsten Stimmen entschied in den ersten vier Shows die Jury über das Weiterkommen. Ab der 5. Ausgabe, am 19. November 2010, scheidet ausschließlich der Kandidat mit den wenigsten Stimmen aus.
Das Format wurde von Mischa Zickler entwickelt, moderiert wird die Sendung von Doris Golpashin.
Der größte Unterschied zum Vorgängerformat Starmania liegt darin, dass die jeweiligen Trainer für die Kandidaten das zu präsentierende Lied auswählen. Hierzu können die Kandidaten auch Lieder präsentieren, welche von ihnen selber geschrieben wurden.

## Erste Staffel
| Finalisten (ausgeschieden am) |                   |
| Erste Staffel (2010–2011)     |                   |
| Cornelia Mooswalder           | Gewinnerin        |
| Lukas Plöchl                  | 28. Jänner 2011   |
| Sara Nardelli                 | 28. Jänner 2011   |
| Massimo Schena                | 21. Jänner 2011   |
| Jonathan Reiner               | 14. Jänner 2011   |
| Chris Schaller                | 7. Jänner 2011    |
| Julian Heidrich               | 17. Dezember 2010 |
| Katharina Aigner              | 10. Dezember 2010 |
| Daniela Marx                  | 26. November 2010 |
| Silvija Bogojevic             | 19. November 2010 |
| Sabrina Brandhuber            | 12. November 2010 |
| Dave Reismann                 | 5. November 2010  |
| Samira Dadashi                | 29. Oktober 2010  |
| Lucas Schauer                 | 22. Oktober 2010  |

Die öffentlichen Castings begannen am 12. Juni 2010.
Die Jury der Castings bestand aus Gesangstrainerin Monika Ballwein, Musikmanager Philip Ginthör und dem Agenturchef Mario Soldo. Es gab mehr als 2.200 Bewerber. Ab Herbst 2010 wurden die Castings zunächst in drei Dokusoap-Folgen zusammengefasst, in der die Kandidaten vorgestellt wurden. Danach folgten die Finalsendungen, die ORF eins live zeigte. In den Finalsendungen bestand die Jury aus dem Musikmanager Philip Ginthör und Agenturleiter Mario Soldo. Ab der 5. Show, am 19. November 2010, ergänzte Sido, der in der ersten Show als Coach die Kandidaten beraten hat, als drittes Mitglied die Jury.
Lukas Plöchl wurde nach seinem Auftritt bei der ersten Finalsendung mit dem Titel Oida taunz! von Sony Music unter Vertrag genommen. Das Lied wurde unter dem Band-Namen Trackshittaz, bei dem Lukas Plöchl unter dem Künstlernamen G-Neila aktiv ist, veröffentlicht und erreichte Anfang November Platz 1 der österreichischen Singlecharts.
Massimo Schena gelang Anfang Dezember mit dem Titel Lasst mich bloß nicht ins Fernsehen, den er in der fünften Finalsendung präsentierte, der Einstieg in die Ö3 Austria Top 40. Auch Julian Heidrich gelang mit seinem in der Sendung präsentierten Songs Australian Gate der Einstieg in die Charts. Im Jänner 2011 stiegen noch zwei weitere Lieder von Kandidaten in die österreichischen Charts ein – Beautiful World von Jonathan Reiner und Guuugarutz von Lukas Plöchls Trackshittaz. Letzterer konnte den Erfolg seiner ersten Single Oida taunz! wiederholen und schaffte noch einmal einen Nummer-eins-Hit.
Die Compilation zur Show, Magic Moments, auf der jeder der 14 Kandidaten vertreten ist plus 3 Duette, stieg in den Austria Album-Charts am 4. Februar 2011 auf Platz 5 ein.
Beim Finale am 28. Jänner gewann Cornelia Mooswalder mit 58,3 % vor Lukas Plöchl mit 41,7 %. Sara Nardelli erreichte den dritten Platz.
Coaches:
- Sido und Rainhard Fendrich am 22. Oktober 2010
- Christina Stürmer und Itchyban von Culcha Candela am 29. Oktober 2010
- Ray Cokes und Patrice Bouédibéla am 5. November 2010
- Sandy Mölling und Jessica Wahls am 12. November 2010
- Julie Frost und Rob Bolland & Ferdi Bolland am 19. November 2010
- Katrina Leskanich und André Buchmann am 26. November 2010
- Aura Dione und Ross Antony am 10. Dezember 2010
- Senna Gammour und Ross Antony am 17. Dezember 2010
- Kim Wilde und Robert „Kool“ Bell von Kool & The Gang am 7. Jänner 2011
- Jeanette Biedermann und Kate Ryan am 14. Jänner 2011
- Marilyn Manson und Rainhard Fendrich am 21. Jänner 2011

Televoting im Finale
| Name                | Song                                                                          | Ergebnis des Televotings |
| ------------------- | ----------------------------------------------------------------------------- | ------------------------ |
| Cornelia Mooswalder | Run von Leona Lewis When Love Takes Over von David Guetta feat. Kelly Rowland | 39,92 %                  |
| Lukas Plöchl        | Oida taunz! von Trackshittaz Kabinenparty von Skero feat. Joyce Muniz         | 30,26 %                  |
| Sara Nardelli       | Tik Tok von Kesha In meinem Leben von Nena                                    | 29,82 %                  |

| Name                | Song                                                | Ergebnis des Televotings   |
| ------------------- | --------------------------------------------------- | -------------------------- |
| Cornelia Mooswalder | Should Have Let You Love Me von Cornelia Mooswalder | 58,25 % (Gewinnerin)       |
| Lukas Plöchl        | Killalady von Trackshittaz                          | 41,75 % (Zweitplatzierter) |

Votingergebnisse bis zum Finale
22. Oktober 2010
1. Cornelia Mooswalder: 27,45 %
2. Jonathan Reiner: 16,21 %
3. Lukas Plöchl: 15,49 %
4. Massimo Schena: 6,19 %
5. Katharina Aigner: 6,06 %
6. Julian Heidrich: 4,89 %
7. Daniela Marx: 4,80 %
8. Sara Nardelli: 3,39 %
9. Chris Schaller: 3,38 %
10. Sabrina Brandhuber: 3,70 %
11. Samira Dadashi: 3,11 %
12. Dave Reismann: 1,94 %
13. Silvia Bogojevic: 1,92 %
14. Lucas Schauer: 1,67 %

29. Oktober 2010
1. Silvia Bogojevic: 21,57 %
2. Cornelia Mooswalder: 20,42 %
3. Lukas Plöchl: 12,68 %
4. Massimo Schena: 6,14 %
5. Katharina Aigner: 6,12 %
6. Chris Schaller: 5,98 %
7. Daniela Marx: 5,42 %
8. Julian Heidrich: 4,94 %
9. Jonathan Reiner: 4,81 %
10. Sabrina Brandhuber: 3,72 %
11. Dave Reismann: 2,97 %
12. Sara Nardelli: 2,86 %
13. Samira Dadashi: 2,36 %

5. November 2010
1. Jonathan Reiner: 19,36 %
2. Cornelia Mooswalder: 18,02 %
3. Lukas Plöchl: 12,30 %
4. Chris Schaller: 9,69 %
5. Katharina Aigner: 8,19 %
6. Massimo Schena: 7,29 %
7. Sara Nardelli: 6,33 %
8. Julian Heidrich: 4,59 %
9. Silvia Bogojevic: 4,30 %
10. Sabrina Brandhuber: 3,97 %
11. Daniela Marx: 3,36 %
12. Dave Reismann: 2,59 %

12. November 2010
1. Jonathan Reiner: 18,23 %
2. Cornelia Mooswalder: 17,08 %
3. Lukas Plöchl: 16,62 %
4. Massimo Schena: 11,22 %
5. Katharina Aigner: 6,86 %
6. Daniela Marx: 6,30 %
7. Chris Schaller: 6,20 %
8. Sara Nardelli: 5,10 %
9. Silvia Bogojevic: 5,08 %
10. Julian Heidrich: 4,40 %
11. Sabrina Brandhuber: 2,93 %

19. November 2010
1. Cornelia Mooswalder: 18,68 %
2. Jonathan Reiner: 14,44 %
3. Massimo Schena: 13,57 %
4. Lukas Plöchl: 12,85 %
5. Katharina Aigner: 10,50 %
6. Chris Schaller: 7,62 %
7. Daniela Marx: 7,21 %
8. Julian Heidrich: 6,77 %
9. Sara Nardelli: 5,29 %
10. Silvia Bogojevic: 3,07 %

26. November 2010
1. Cornelia Mooswalder: 17,02 %
2. Lukas Plöchl: 16,14 %
3. Massimo Schena: 13,62 %
4. Jonathan Reiner: 13,61 %
5. Sara Nardelli: 9,79 %
6. Chris Schaller: 8,32 %
7. Katharina Aigner: 7,63 %
8. Julian Heidrich: 7,38 %
9. Daniela Marx: 6,70 %

10. Dezember 2010
1. Cornelia Mooswalder: 21,55 %
2. Massimo Schena: 13,90 %
3. Julian Heidrich: 12,82 %
4. Jonathan Reiner: 12,12 %
5. Lukas Plöchl: 12,07 %
6. Sara Nardelli: 11,65 %
7. Chris Schaller: 8,75 %
8. Katharina Aigner: 7,13 %

17. Dezember 2010
1. Cornelia Mooswalder: 27,57 %
2. Chris Schaller: 16,16 %
3. Lukas Plöchl: 13,15 %
4. Jonathan Reiner: 12,57 %
5. Sara Nardelli: 11,26 %
6. Massimo Schena: 10,48 %
7. Julian Heidrich: 8,80 %

7. Januar 2011
1. Cornelia Mooswalder: 27,16 %
2. Lukas Plöchl: 23,96 %
3. Jonathan Reiner: 15,54 %
4. Massimo Schena: 13,09 %
5. Sara Nardelli: 10,19 %
6. Chris Schaller: 10,08 %

14. Januar 2011
1. Lukas Plöchl: 35,12 %
2. Sara Nardelli: 22,13 %
3. Massimo Schena: 16,42 %
4. Cornelia Mooswalder: 14,28 %
5. Jonathan Reiner: 12,05 %

21. Januar 2011
1. Cornelia Mooswalder: 35,68 %
2. Lukas Plöchl: 26,81 %
3. Sara Nardelli: 20,50 %
4. Massimo Schena: 17,01 %

## Erfolg
Am ersten Abend sahen im Durchschnitt 348.000 Zuseher die Sendung. Damit blieb die Sendung hinter den Zuschauerzahlen der ersten Sendung der letzten Starmania-Staffel 2008 zurück – damals sahen im Schnitt 525.000 Personen bei der Präsentation der Songs zu.
Die vorletzte Sendung (zugleich die letzte mit Coaches), bei der Marilyn Manson und Rainhard Fendrich die Kandidaten coachten, sahen im Schnitt 471.000 Zuschauer. Dies bedeutete bei einem Marktanteil von durchschnittlich bis zu 21 Prozent. In der Zielgruppe der 12- bis 49-Jährigen bedeutete dies 25 Prozent. Die Höchstreichweite lag bei 564.000 Zusehern.
Zum Finale konnte beim Gesamtpublikum ein durchschnittlicher Marktanteil von bis zu 25 Prozent gemessen werden, 652.000 sahen zu.